# Józef Cygan
Józef Cygan (ur. 1 stycznia 1890 w Ostrówku, zm. wiosną 1940 w Charkowie) – major piechoty Wojska Polskiego, kawaler Orderu Virtuti Militari, doktor praw, sędzia, prokurator, ofiara zbrodni katyńskiej.

## Życiorys
Urodził się 1 stycznia 1890 roku w Ostrówku, w ówczesnym powiecie mieleckim Królestwa Galicji i Lodomerii, w rodzinie Jana i Marii z Gawrońskich. Uczęszczał do c. k. Gimnazjum w Dębicy, w którym w 1912 roku złożył maturę. Następnie odbył obowiązkową służbę wojskową jako jednoroczny ochotnik. Służył w 5 pułku piechoty Obrony Krajowej w Poli oraz ukończył szkołę jednorocznych ochotników przy 3 pułku piechoty Obrony Krajowej w Grazu. W 1913 roku rozpoczął studia na Wydziale Prawa Uniwersytetu Lwowskiego. 
27 lipca 1914 roku został zmobilizowany do c. k. Obrony Krajowej. W czasie I wojny światowej walczył kolejno na froncie serbskim, włoskim, rosyjskim w Bukowinie i rumuńskim, a w 1918 roku uczestniczył w okupacji Ukrainy. Dowodził plutonem, a następnie kompanią. Awansował na kolejne stopnie: kadeta, chorążego, porucznika i nadporucznika.
W listopadzie 1918 roku brał udział w obronie Lwowa, w tym samym czasie wstąpił do Wojska Polskiego i służył w 38 pułku piechoty Strzelców Lwowskich. 
Po zakończeniu wojny, w 1919 roku, został formalnie przyjęty do Wojska Polskiego i przydzielony do 38 pułku. W pułku objął dowództwo III baonu i na jego czele brał udział w wojnie polsko-ukraińskiej. W czasie walk wielokrotnie wykazał się nadzwyczajną odwagą, osobiście prowadząc dowodzony przez siebie batalion do walki. 29 czerwca 1919 roku po raz kolejny prowadząc swój baon do ataku na Brzezinę został ranny. Za udział w wojnie polsko-ukraińskiej został odznaczony Virtuti Militari. 19 sierpnia 1920 został zatwierdzony z dniem 1 kwietnia 1920 w stopniu kapitana, w piechocie, w grupie oficerów byłej armii austro-węgierskiej.
15 lutego 1921 roku został przeniesiony do rezerwy i przydzielony w rezerwie do 44 pułku piechoty w Równem. 8 stycznia 1924 roku został zatwierdzony w stopniu majora ze starszeństwem z dniem 1 czerwca 1919 i 150. lokatą w korpusie oficerów rezerwy piechoty. Posiadał wówczas przydział w rezerwie do 17 pułku piechoty w Rzeszowie. W 1934 roku, jako oficer pospolitego ruszenia pozostawał w ewidencji Powiatowej Komendy Uzupełnień Lwów Miasto. Posiadał przydział do Oficerskiej Kadry Okręgowej Nr VI. Był wówczas „reklamowany na 12 miesięcy”.
W okresie międzywojennym ukończył studia i otrzymał dyplom doktora praw. W 1930 roku był sędzią zapasowym w Sądzie Apelacyjnym we Lwowie, a następnie sędzią sądu grodzkiego miejskiego we Lwowie. 8 marca 1932 roku został mianowany wiceprokuratorem okręgowym we Lwowie. W latach 1936–1939 był sędzią okręgowym w Sądzie Okręgowym we Lwowie.
W czasie kampanii wrześniowej 1939 – po agresji ZSRR na Polskę – w nieznanych okolicznościach dostał się do niewoli sowieckiej. Przebywał w obozie w Starobielsku. Wiosną 1940 został zamordowany przez funkcjonariuszy NKWD w Charkowie i pogrzebany potajemnie w bezimiennej mogile zbiorowej w Piatichatkach, gdzie od 17 czerwca 2000 mieści się oficjalnie Cmentarz Ofiar Totalitaryzmu w Charkowie. Figuruje na Liście Starobielskiej NKWD, pod poz. 3591.
Był żonaty z Julią z Jezierskich (1894–1927), z którą miał dwoje dzieci: Marię Henrykę (ur. 8 grudnia 1920) i Zbigniewa Jana Kantego (ur. 26 października 1922).

## Upamiętnienie
13 kwietnia 2007 na Mieleckiej Ścianie Katyńskiej odsłonięto i poświęcono 8 nowych tabliczek z nazwiskami zamordowanych w Katyniu, Miednoje i Charkowie wśród nich znalazła się symboliczna tabliczka z nazwiskiem majora Józefa Cygana.
W kwietniu 2010 przed Zespołem Szkół Miejskich nr 1 na Osiedlu Rafineryjnym w Jaśle został posadzony Dąb Pamięci Józefa Cygana.
5 października 2007 minister obrony narodowej Aleksander Szczygło mianował go pośmiertnie na stopień podpułkownika. Awans został ogłoszony 9 listopada 2007 w Warszawie, w trakcie uroczystości „Katyń Pamiętamy – Uczcijmy Pamięć Bohaterów”.

## Ordery i odznaczenia
- Krzyż Srebrny Orderu Wojskowego Virtuti Militari nr 2890 – 10 sierpnia 1922[22][2]
- Krzyż Walecznych dwukrotnie[2]